# Caecilia pulchraserrana
Caecilia pulchraserrana é uma espécie de anfíbio gimnofiono da família Caeciliidae, que pode ser encontrada nas encostas ocidentais da Cordilheira Oriental e é endêmica da Serranía de los Yariguíes, no departamento de Santander, na Colômbia.
Pode ser diferenciada de outras espécies de cecílias pelo seu pequeno porte, com o comprimento variando de 195 a 232 milímetros, por possuir apenas sulcos primários em formato de anel incompleto, com um número variando entre cem e 104, menor que as demais e por possuir partes de seu corpo de coloração salmão. Apresenta hábitos fossoriais, passando a maior parte do tempo enterrada, podendo cavar túneis rapidamente caso precise fugir rapidamente.
Foi descrita por um trio de pesquisadores, com o artigo sendo publicado no dia 30 de outubro de 2019 na revista científica ZooKeys. Para atestar sua especiação, foram feitas análises em genes de seu ADN mitocondrial, além de comparações morfológicas, que a confirmou. Seu nome foi escolhido com a ajuda da população local e é uma alusão ao local onde foi encontrada.

## Taxonomia, histórico e etimologia
A espécie foi descrita pelos pesquisadores do Instituto Alexander von Humboldt: Andrés Acosta-Galvis, Mauricio Torres e Paola Pulido-Santacruz, e os resultados foram publicados pela ZooKeys no dia 30 de outubro de 2019. Pôde ser identificada como pertencente ao gênero Caecilia a partir de análises filogenéticas, fazendo comparação de amostras de seu ADN mitocondrial com outras espécies neotrópicas de gimnofionos de diferentes famílias, tendo uma compatibilidade de 84% com esse gênero. Além dos fatores genéticos, tal relação pode ser confirmada morfologicamente, devido os seus olhos não serem cobertos por osso e por possuir tentáculos abaixo das narinas. Pelos mesmos métodos, foi possível atestar sua especiação, considerando que geneticamente a espécie mais próxima, C. volcani, tem apenas 58% de compatibilidade com a mesma e por possuir uma combinação de características que a difere das demais, como a disposição de cem a 104 anéis incompletos sobre o dorso, não ser de grande porte, medindo entre 195 e 232 milímetros, ter os lábios e as margens ventrais da mandíbula superior da cor salmão e à ausência de anéis secundários.
Para a realização de tal estudo, os pesquisadores contactaram a população local para ajudar a encontrar os indivíduos na natureza, que posteriormente foram coletados para serem estudados. O holótipo foi encontrado em 25 de fevereiro de 2018 na vereda La Belleza, no município de El Carmen de Chucurí, no departamento de Santander a uma altitude de 789 metros do nível do mar e se tratava de uma fêmea adulta. E também foram coletados quatro parátipos, sendo dois machos e duas fêmeas.
Seu epíteto específico foi formado pela justaposição do substantivo feminino latino pulchra, que significa "beleza", com o adjetivo feminino espanhol serrana, que indica algo proveniente de uma serra, fazendo alusão ao local onde foi encontrada, a vereda La Belleza, que se situa em uma região serrana. Tal nome foi escolhido junto a população, que, junto aos pesquisadores, sugeriram nomes, realizando uma votação em seguida para selecionar o favorito.

## Distribuição
Atualmente, apenas dois locais são conhecidos por abrigar a espécie, ambos localizados nas encostas ocidentais da Cordilheira Oriental, mais precisamente na Serranía de los Yariguíes, no município de El Carmen de Chucurí, na Colômbia, cujas altitudes são de 731 e 789 metros do nível do mar. Habita regiões pantanosas rodeadas por florestas secundárias e com grande quantidade de helicônias presentes. Apresenta hábitos fossoriais, criando túneis rapidamente para escapar caso se sinta ameaçada. Contando com esta, até 2020 eram conhecidas 35 espécies de gimnofionos na Colômbia, com 23 pertencendo a mesma família.

## Descrição

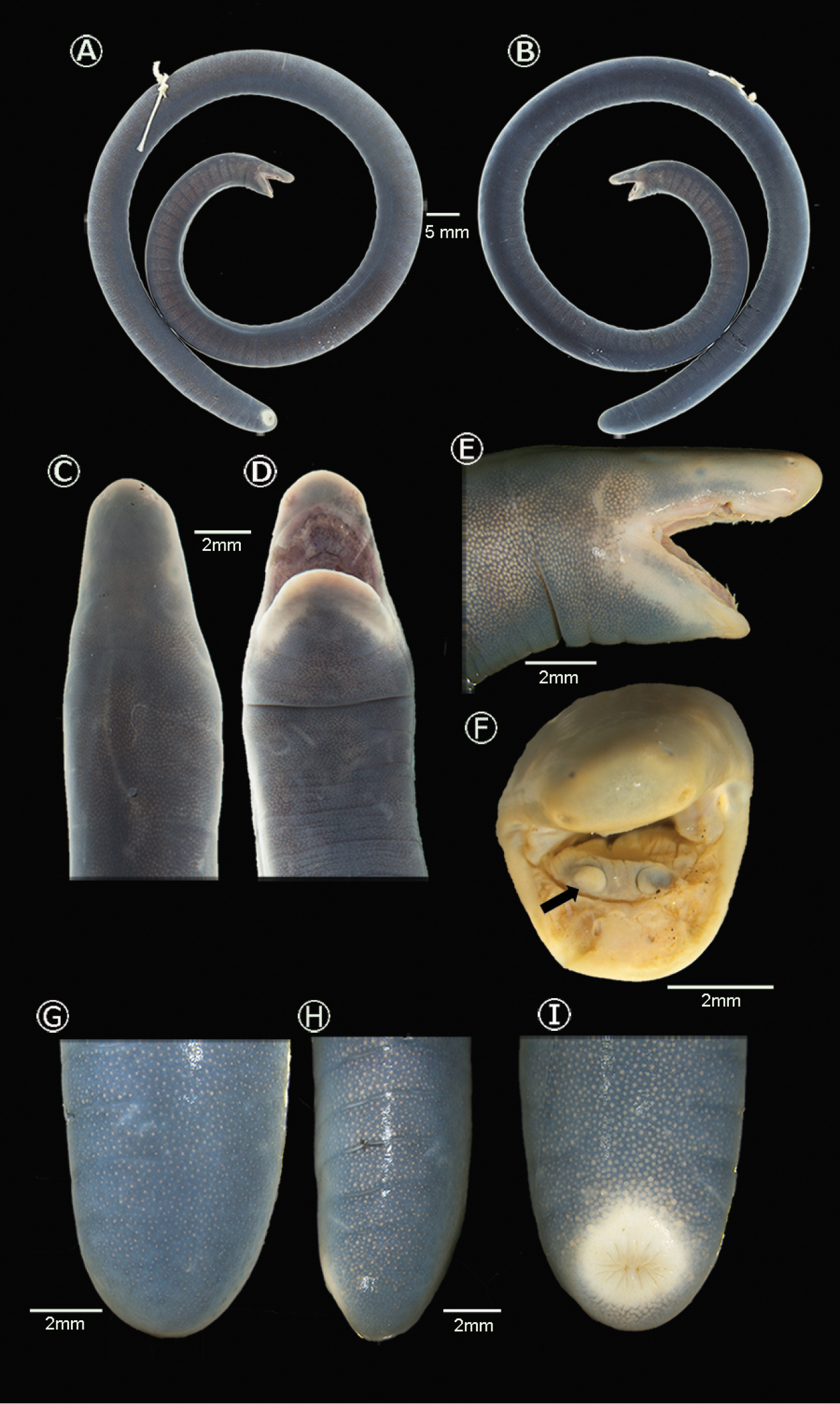
Vista de um indivíduo fixado por diversos ângulos

É uma espécie de pequeno porte, medindo de 195 a 232 milímetros de comprimento, com a cabeça representando de dois a quatro por cento dessa medida e parecendo mais plana e estreita que o resto do corpo quando vista dorsal ou ventralmente. Seu focinho mede aproximadamente 1,6 milímetros e possui a ponta arredondada, sendo que a área entre os olhos e as narinas é lisa. Seus olhos são pequenos, porém visíveis, assim como as narinas, cujas bordas são salientes. A cavidade protetora de seus tentáculos estão localizadas nas laterais da boca, sendo circulares, pequenas e levemente protuberantes, enquanto sua língua está presa na parte anterior da boca e possui textura lisa, com algumas ranhuras longitudinais. Seus dentes são pontiagudos e recurvados, e diminuem de tamanho a medida que se aproximam do fundo da boca e se estendem em direção a coana, que é ovoide. Seu corpo é cilíndrico levemente achatado verticalmente e possui de cem a 104 sulcos primários em formato de anel que circundam incompletamente o seu corpo e não dispõe de sulcos secundários entre os primários, como ocorre em algumas espécies. Sua cloaca é circular e possui um disco alargado ao redor, apresentando sete ou oito denticulações nas regiões anterior e posterior.
Seu corpo, quando em vida, apresenta uma coloração castanho-escura, que fica um pouco mais clara na região ventral e um pouco mais escura nas laterais dos sulcos anelares, além da disposição de alguns cromatóforos de coloração salmão sobre a pele. A região entre os olhos e a narina, as bordas das mandíbulas, os lábios e a região tentacular são salmão e os seus olhos são violeta-azulados. Os indivíduos, quando fixados em etanol 70%, costumam ter sua coloração alterada, com as áreas em castanho adquirindo uma coloração acinzentada e as áreas em salmão uma coloração amarelada e os cromatóforos mudando para caqui.